# Plectranthus poggeanus
Plectranthus poggeanus là một loài thực vật có hoa trong họ Hoa môi. Loài này được (Briq.) ined. miêu tả khoa học đầu tiên.